# 김철주 (1901년)
김철주(金哲柱, 1901년 1월 25일 ~ 1962년 2월 22일)는 대한민국의 정치인이다.
1919년 3월 숭일학교 재학 중에 광주에서 독립만세시위를 주도했다. 이후 교사로 일하다가 1937년부터 주형옥(朱亨玉)과 함께 광주YMCA를 이끌었다. 광복 이후 의사시험에 합격하여 여천군에서 병원을 운영하다가 기독교계인 이남규 전남지사에 의해 여천군수로 발령받았다. 제1, 2대 총선에 낙선하였다가 1954년 총선에서 당선되어 제3대 국회의원을 지냈다. 이후 호남신문 사장을 역임하다가 의료계에 종사하였다. 1990년 건국훈장 애족장이 추서되었다.

## 역대 선거 결과
|  | 31.98% |

|  | 26.57% |

|  | 33.78% |